# دزموند هیگهام
دزموند هیگهام (انگلیسی: Desmond Higham؛ زادهٔ ۱۷ فوریهٔ ۱۹۶۴) دانشمند در زمینه آنالیز عددی اهل بریتانیا است.